# Yvan Fontana
Yvan Fontana (né le 7 avril 1986 à Athis-Mons en France) est un joueur professionnel français de hockey sur glace qui évoluait au poste d'attaquant. Il joue au hockey sur glace entre 2003 et 2009 dans différentes équipes françaises. En 2005-2006, il remporte le titre de champion de France avec Rouen.

## Biographie

### Ses débuts
Fontana est formé dans le club des Jets de Viry-Châtillon qu'il quitte après la catégorie cadets. En 2003, il rejoint la structure du Rouen hockey élite 76. Il évolue en tant que junior pour le Club de Hockey Amateur de Rouen et comme d'autres juniors, il renforce le HAC Hockey lors des matchs en fin de semaine. Fontana participe ainsi à deux rencontres de l'équipe première en division 2 en 2003-2004. En fin de saison, il participe avec l'équipe de France au championnat du monde moins de 18 ans dans la division 1, groupe B. Il inscrit un but au cours de la compétition pour cinq matchs joués alors que la France se classe cinquième sur six.
En 2004-2005, Fontana joue toujours avec le Club de Hockey Amateur de Rouen et avec le Havre. En décembre, il rejoint une nouvelle fois l'équipe de France pour jouer le championnat du monde junior. Il compte un but et une passe et la France se classe quatrième du groupe A de la division 1. En division 2, en 12 rencontres, il compte cinq buts et quatre aides pour neuf points, dont un doublé lors d'une victoire 7-4 sur la glace du Toulouse Blagnac Hockey Club. Le Havre se classe deuxième de la poule ouest et est qualifiée pour la poule finale où l'équipe se classe sixième sur huit. Au cours de cette saison, Fontana joue un match en Ligue Magnus avec les Dragons. Il joue également par la suite des matchs avec les Dragons lors des séries éliminatoires. L'équipe de Rouen est éliminée en demi-finale par les futurs champions, le Hockey Club de Mulhouse,.

### Une saison presque parfaite
L'équipe des Dragons connaît de grands changements au cours de l'été 2005 : dix titulaires de l'équipe quittent la ville Normande, soit pour aller jouer dans d'autres équipes soit pour arrêter leur carrière. Après deux saisons au Havre, Fontana intègre également l'équipe première du RHE puisqu'il ne jouera que deux rencontres avec l'autre équipe normande au cours de la saison. Il joue ainsi 24 des 26 rencontres dans la Ligue Magnus et totalise un but et une aide alors que l'équipe, et la ligue, est menée par Carl Mallette, Marc-André Thinel et Éric Fortier auteurs de 60, 58 et 50 points,.
En Coupe de France, l'aventure de Rouen s'arrête en quart de finale contre l'Anglet Hormadi Élite. Les deux équipes se parviennent pas à se départager avant les tirs de fusillade, le score étant de 5-5. Eddy Ferhi pour Anglet arrête tous les lancers alors que Ramón Sopko concède un but à Xavier Lassalle. Fontana participe une nouvelle fois au championnat du monde junior où la France se classe quatrième.
Lors des séries éliminatoires de la ligue Magnus, le club de Rouen élimine au premier tour les Ducs d'Angers trois rencontres à zéro puis il fait subir le même sort aux Ducs de Dijon en demi-finale. En finale, les Dragons jouent contre les Gothiques d'Amiens et ils terminent leur saison en remportant les trois rencontres 5-3, 5-1 et 3-10. Rouen remporte donc la Coupe Magnus sans concéder la moindre défaite de toute la saison dans le championnat de France,.

### La suite de sa carrière
À la suite de cette Coupe Magnus, Fontana joue encore une saison avec le RHE en 2006-2007. Il participe à 21 rencontres sans inscrire de point alors que Rouen ne se classe qu'à la quatrième place du classement de la saison régulière ; Rouen bat Angers en quart de finale mais est éliminé en demi-finale par les Pingouins de Morzine. Les Dragons passent plusieurs tours de la coupe de France 2006-2007 mais ils sont éliminés en demi-finale par les Ducs d'Angers. La Fédération française de hockey sur glace décide de mettre en place une nouvelle compétition, une coupe de la Ligue qui se déroule entre les quatorze équipes de ligue Magnus et les deux meilleures du championnat de division 1. La finale oppose les Dragons aux Brûleurs de Loup de Grenoble sur la patinoire de Méribel le 2 janvier et Grenoble remporte cette première édition de la coupe de la Ligue en s'imposant 2-1. Fontana participe à six rencontres de la saison de l'équipe des moins de 22 ans du club et inscrit cinq points alors que l'équipe perd en finale du championnat contre Amiens, la seule défaite de la saison.
Fontana décide de quitter Rouen en compagnie de son ami, Alexandre Lefebvre, il rejoint Dijon pour la saison 2007-2008 afin d'avoir plus de temps de jeu,. Il participe ainsi à 23 rencontres pour trois buts, deux aides et cinq points pour son équipe qui finit huitième de la saison régulière. Dijon élimine les Dauphins d'Épinal au premier tour des séries avec deux victoires 5-4 et 4-2. Fontana retrouve en quart de finale son ancienne équipe qui a fini à la première du classement. Lors du premier match, le score est de 2-0 pour les Rouennais à la fin du premier tiers mais ces derniers vont enchaîner les buts lors de la deuxième période : ils inscrivent sept buts contre seulement deux pour Dijon. Le dernier tiers-temps voit une nouvelle domination rouennaise avec deux nouveaux buts contre un pour Dijon. Le score final est de 11-3, Fontana réalisant deux passes décisives lors des deux premiers buts puis inscrivant le dernier but de son équipe en double supériorité numérique. Le deuxième match tourne également à l'avantage des Dragons avec une victoire 7-1, Fontana s'illustrant cette fois lors d'une altercation avec un rouennais et une pénalité de match. Le troisième match de la série a lieu quelques jours plus tard à Dijon qui perd une nouvelle fois sur le score de 5-2, Yvan Fontana se battant une nouvelle fois en fin de match contre Éric Houde.
Fontana change une nouvelle fois d'équipe pour la saison 2008-2009 et il rejoint les Bisons de Neuilly-sur-Marne qui vient de se hisser en élite et a pour objectif annoncé le maintien. La différence de niveau entre la division 1 et la Ligue Magnus est cependant trop importante et les Bisons finissent bons derniers avec six victoires, dont une en prolongation et vingt défaites. En 26 rencontres jouées, Fontana compte six points. Les Bisons jouent la phase de relégation contre l'Avalanche du Mont-Blanc mais sont relégués en perdant 3 rencontres à 1. Fontana met fin à sa carrière à la suite de sa dernière saison.

## Statistiques

### Statistiques en club
| Saison    | Équipe            | Ligue             |    | Saison régulière | Saison régulière | Saison régulière | Saison régulière | Saison régulière |   | Séries éliminatoires | Séries éliminatoires | Séries éliminatoires | Séries éliminatoires | Séries éliminatoires |
| Saison    | Équipe            | Ligue             | PJ | B                | A                | Pts              | Pun              | PJ               | B | A                    | Pts                  | Pun                  |                      |                      |
| 2003-2004 | Le Havre          | Division 2        | 2  | 2                | 1                | 3                | 6                | -                | - | -                    | -                    | -                    |                      |                      |
| 2004-2005 | Le Havre          | Division 2        | 12 | 5                | 4                | 9                | 38               | -                | - | -                    | -                    | -                    |                      |                      |
| 2004-2005 | Rouen             | Ligue Magnus      | 1  | 0                | 0                | 0                | 0                | 10               | 0 | 0                    | 0                    | 10                   |                      |                      |
| 2005-2006 | Le Havre          | Division 2        | 2  | 2                | 0                | 2                | 0                | -                | - | -                    | -                    | -                    |                      |                      |
| 2005-2006 | Rouen             | Ligue Magnus      | 24 | 1                | 1                | 2                | 8                | 9                | 0 | 0                    | 0                    | 4                    |                      |                      |
| 2005-2006 | Le Havre          | Coupe de France   | 2  | 1                | 0                | 1                | 2                | -                | - | -                    | -                    | -                    |                      |                      |
| 2005-2006 | Rouen             | Coupe de France   | 1  | 0                | 1                | 1                | 0                | -                | - | -                    | -                    | -                    |                      |                      |
| 2006-2007 | Rouen U.22        | France U.22       | 6  | 4                | 1                | 5                | 8                | -                | - | -                    | -                    | -                    |                      |                      |
| 2006-2007 | Rouen             | Ligue Magnus      | 21 | 0                | 0                | 0                | 2                | 8                | 0 | 0                    | 0                    | 0                    |                      |                      |
| 2006-2007 | Rouen             | Coupe de France   | 1  | 0                | 0                | 0                | 2                | -                | - | -                    | -                    | -                    |                      |                      |
| 2006-2007 | Rouen             | Coupe de la Ligue | 5  | 0                | 0                | 0                | 0                | 1                | 0 | 0                    | 0                    | 0                    |                      |                      |
| 2007-2008 | Dijon             | Ligue Magnus      | 23 | 3                | 2                | 5                | 16               | 5                | 1 | 3                    | 4                    | 57                   |                      |                      |
| 2007-2008 | Dijon             | Coupe de France   | 1  | 0                | 0                | 0                | 4                | -                | - | -                    | -                    | -                    |                      |                      |
| 2007-2008 | Dijon             | Coupe de la Ligue | 4  | 0                | 1                | 1                | 6                | -                | - | -                    | -                    | -                    |                      |                      |
| 2008-2009 | Neuilly-sur-Marne | Ligue Magnus      | 26 | 3                | 3                | 6                | 22               | 4                | 0 | 0                    | 0                    | 2                    |                      |                      |
| 2008-2009 | Neuilly-sur-Marne | Coupe de la Ligue | 6  | 3                | 0                | 3                | 4                | -                | - | -                    | -                    | -                    |                      |                      |

### Statistiques en équipe nationale
| Année | Équipe                           | Compétition                                      |   | PJ | B | A | Pts | Pun | +/-               |  | Résultat |
| 2004  | Équipe de France moins de 18 ans | Championnat du monde division 1, groupe B        | 5 | 1  | 0 | 1 | 4   | -2  | Cinquième sur six |  |          |
| 2005  | Équipe de France junior          | Championnat du monde junior division 1, groupe A | 5 | 1  | 1 | 2 | 10  | -1  | Quatrième sur six |  |          |
| 2006  | Équipe de France junior          | Championnat du monde junior division 1, groupe A | 5 | 0  | 0 | 0 | 4   | -1  | Quatrième sur six |  |          |